# Zona Monumental de Chorrillos
La Zona Monumental de Chorrillos es el casco histórico que está ubicado en el departamento de Lima, provincia de Lima, distrito de Chorrillos. Mediante Resolución Directoral Nacional 947-2002-INC del 1 de octubre de 2002 del Marco Circundante de Protección se delimitó la zona. Mediante Resolución Directoral Nacional 1484/INC del 15 de septiembre de 2006 se resolvió la rectificación.
En el Sector denominado Alto Perú, la configuración urbana del asentamiento originario fue de ocupación espontánea y continua que vinculó el periodo prehispánico con el actual, evidenciando como núcleo organizacional de la villa. Constituye referente de la memoria colectiva de los habitantes del distrito, ya que concentra la mayor cantidad de inmuebles de valor monumental, las características arquitectónicas y urbanística. La traza original de la villa ha sufrido modificaciones aplicado a partir de la época republicana.

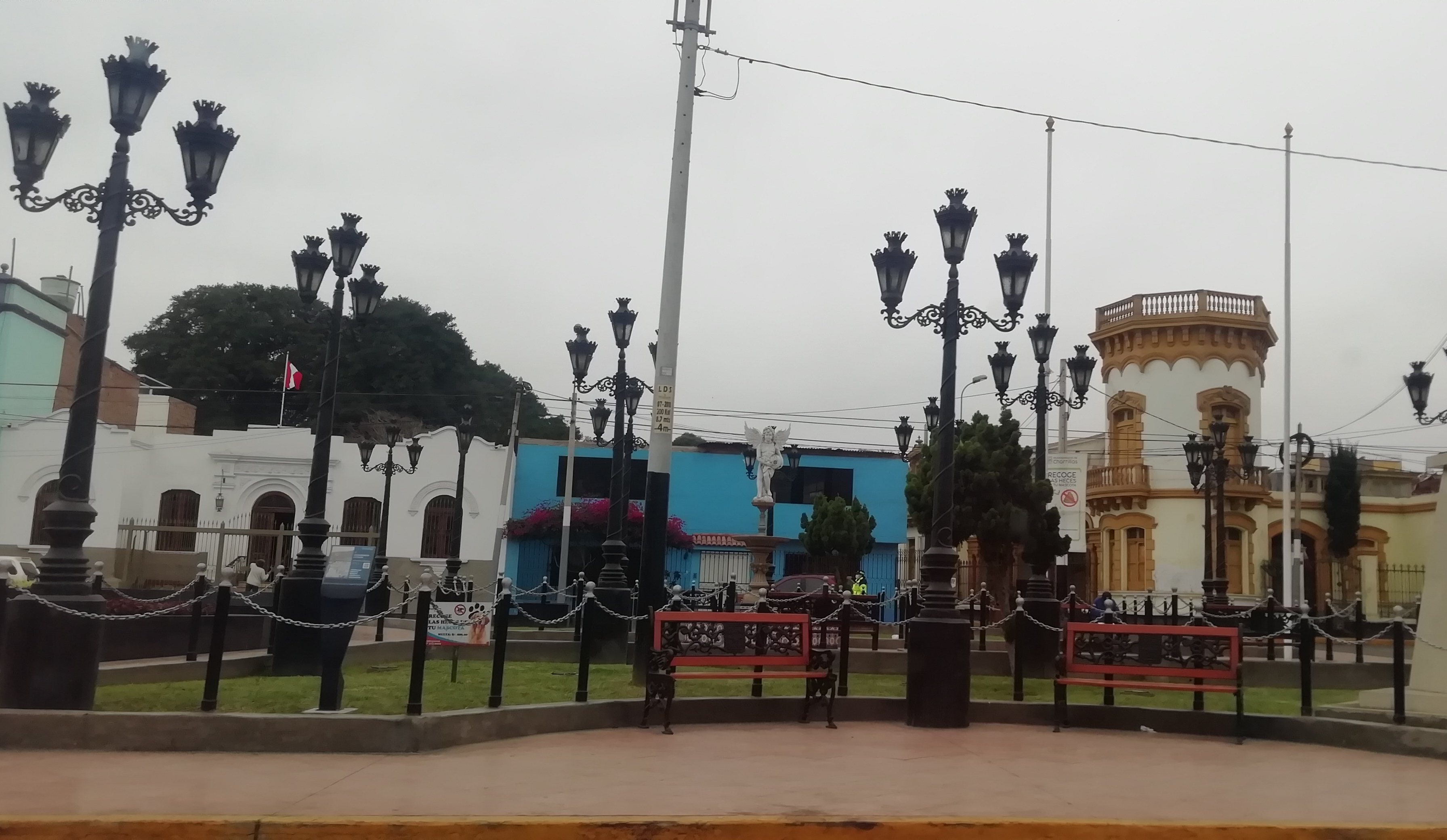
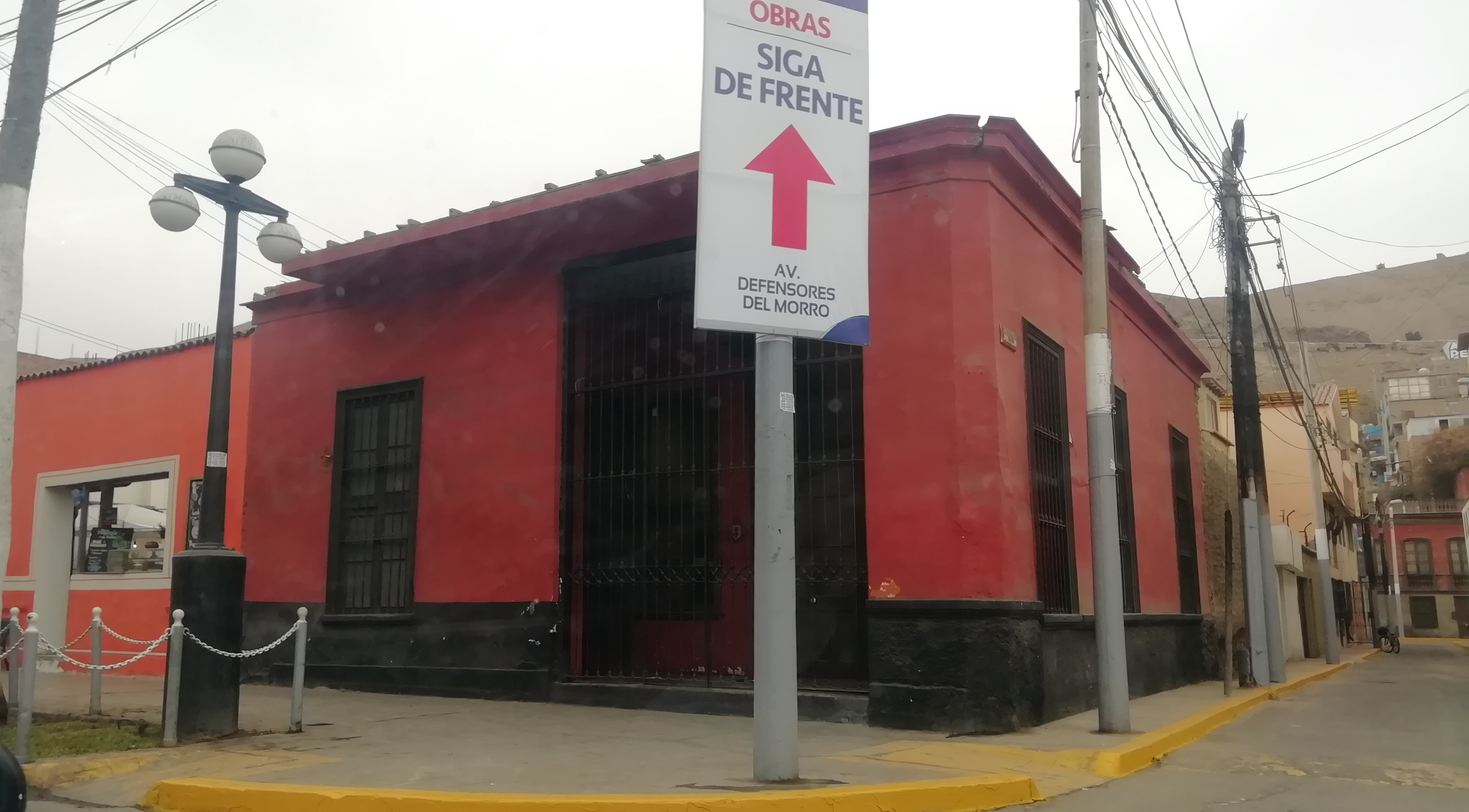
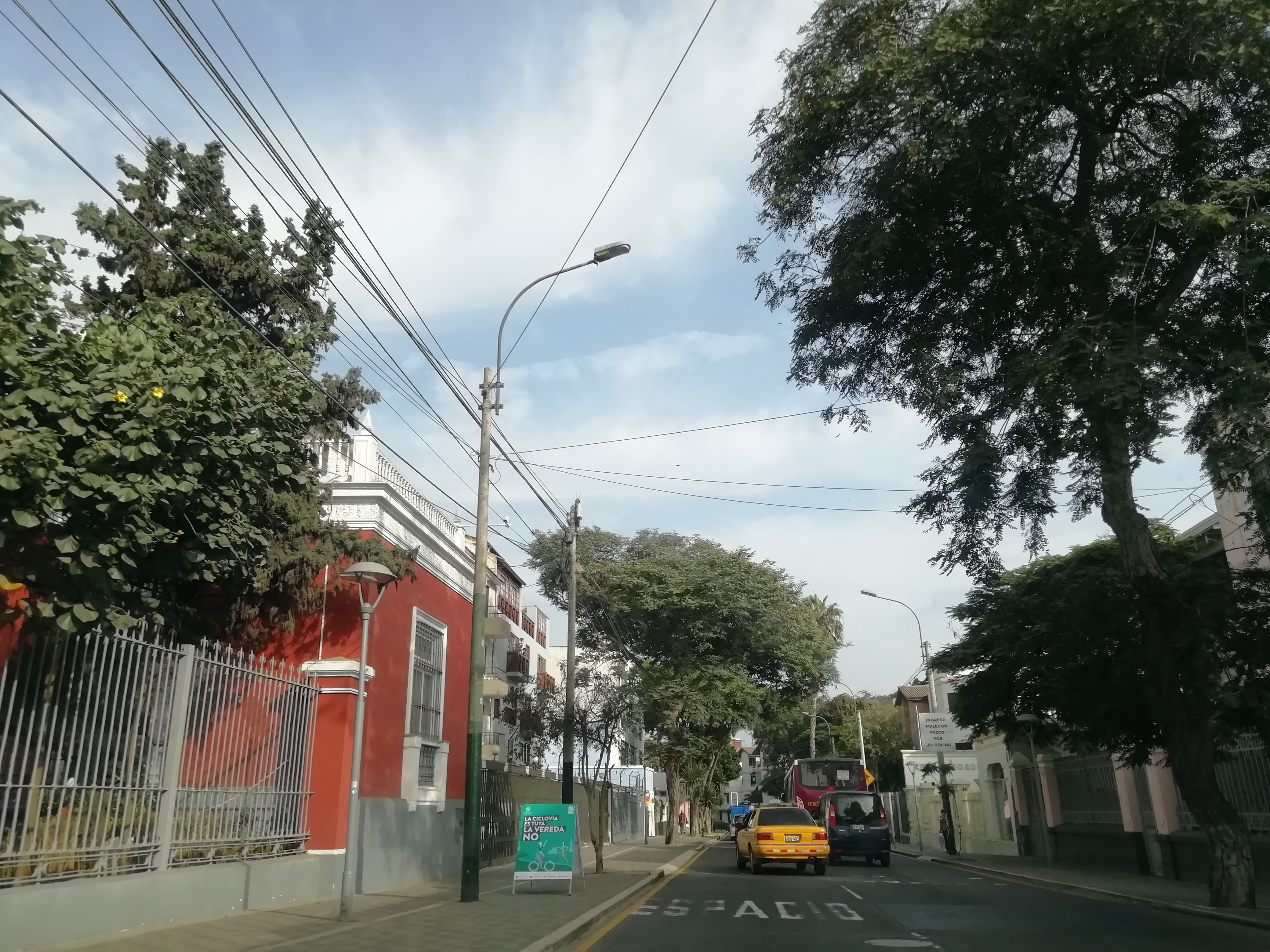
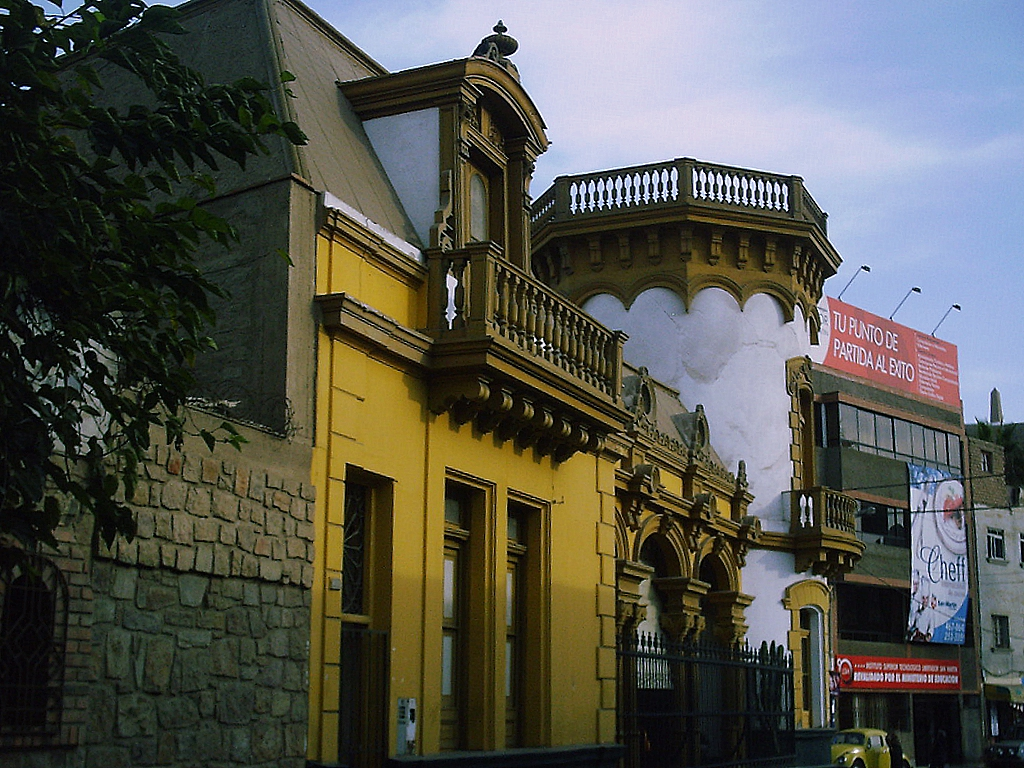
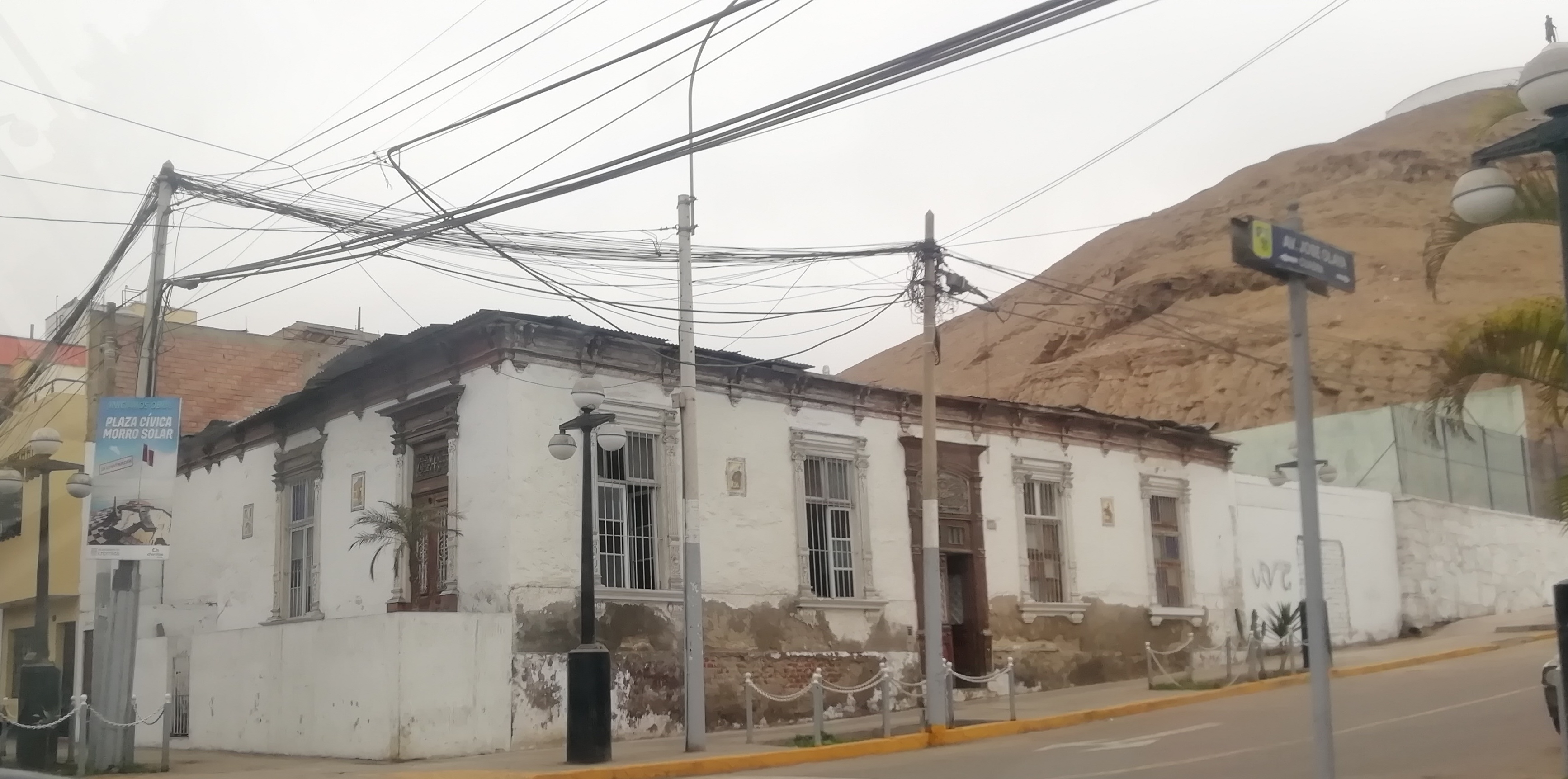

## Delimitación
Comprende dos sectores: sector I comprendido entre el Malecón Juan Montarela, Malecón Grau cuadra 11, calle Geronimo Balarezo (excalle Bolognesi), Avenida Jose Olaya (excalle del Tren), camino al Morro Solar y Malecón Iglesias. El Sector II corresponde con Malecón Grau, Avenida Huaylas, avenida José Olaya (ex calle del tren) y calle Balarezo (excalle Bolognesi).